# Parepierus chinensis
Parepierus chinensis är en skalbaggsart som beskrevs av Zhang och Zhou 2007. Parepierus chinensis ingår i släktet Parepierus och familjen stumpbaggar. Inga underarter finns listade i Catalogue of Life.